# Catesbaea flaviflora
Catesbaea flaviflora là một loài thực vật có hoa trong họ Thiến thảo. Loài này được Urb. mô tả khoa học đầu tiên năm 1923.